# Národní řád za zásluhy (Alžírsko)
Národní řád za zásluhy (arabsky مصف الاستحقاق الوطني‎) je státní vyznamenání Alžírské demokratické a lidové republiky založené roku 1984. Udílen je za službu vlasti.

## Historie a pravidla udílení
Řád byl založen dne 2. ledna 1984 zákonem č. 84-02. Udílen je občanům Alžírska za vynikající civilní či vojenskou službu vlasti. Hodnost athir je pak ve výjimečných případech udílena zahraničním hlavám států. V takovém případě se udělení řádu nezapočítává do limitů žijících členů jednotlivých tříd. Úřadující prezident Alžírska je držitelem hodnosti sadr, tedy velmistrem řádu. Předsedá Radě řádu a povoluje udílení vyznamenání.
Alžírští občané dostávají vyznamenání striktně od nejnižší třídy k nejvyšší. Třída achir je udílena po deseti letech bezchybné služby, třída džadir po dalších pěti letech a třída ahid po dalších třech letech. Může jim být udělena i hodnost athir, a to po třech letech od udělení třídy ahid.

## Třídy
Řád je udílen ve třech hodnostech a třech třídách:
- hodnosti
  - sadr (velmistr)
  - amid (kancléř)
  - athir
- třídy
  - ahid (velitel)
  - džadir (důstojník)
  - achir (rytíř)

## Insignie
Řádovým odznakem je osmicípá hvězda s cípy ve tvaru lotosového květu pokrytými zeleným smaltem. Mezi nimi jsou špičaté paprsky. Uprostřed je kulatý zeleně smaltovaný medailon s arabským nápisem na dvou řádcích. Ke stuze je odznak připojen pomocí přechodového prvku ve tvaru zeleně smaltovaného vavřínového věnce, v jehož středu je kulatý medailon s červeně smaltovaným půlměsícem a pěticípou hvězdou.
Stuha z hedvábného moaré se u jednotlivých tříd svým provedením liší. Vždy však sestává z pruhů v barvách zelené, bílé a červené, které tak odpovídají barvám alžírské vlajky.